# Eubelidae
Eubelidae är en familj av kräftdjur. Eubelidae ingår i ordningen gråsuggor och tånglöss, klassen storkräftor, fylumet leddjur och riket djur. Enligt Catalogue of Life omfattar familjen Eubelidae 249 arter. 

## Dottertaxa till Eubelidae, i alfabetisk ordning[1]
- Aethiopopactes
- Angaribia
- Atracheodillo
- Benechinus
- Congethelum
- Dioscoridillo
- Elumoides
- Ethelum
- Ethelumoides
- Eubelum
- Fakoanum
- Gelsana
- Hiallelgon
- Hiallides
- Hiallum
- Ignamba
- Kenyoniscus
- Kivudillo
- Koweitoniscus
- Lobethelum
- Mesarmadillo
- Metaperiscyphops
- Microcercus
- Myrmecethelum
- Omanodillo
- Oropactes
- Panningillo
- Paraperiscyphops
- Parelumoides
- Periscyphis
- Periscyphoides
- Periscyphops
- Pseudoaethiopopactes
- Rufuta
- Saidjahus
- Schoutedenillo
- Somalodillo
- Somalodilloides
- Somaloniscus
- Stegosauroniscus
- Synarmadilloides
- Tritracheodillo
- Trogleubelum
- Xeroniscus